# Otto Leggewie
Otto Leggewie (* 30. März 1910 in Rees; † 16. Januar 1991 in Düsseldorf) war ein deutscher Altphilologe und Fachdidaktiker. Er war von 1951 bis 1961 Schulleiter des Kölner Apostelgymnasiums und danach Ministerialbeamter im Kultusministerium von Nordrhein-Westfalen.

## Leben
Nach seinem Abitur in Neuwied am nachmaligen Werner-Heisenberg-Gymnasium im Jahre 1929 studierte er von 1931 bis 1934 an den Universitäten Bonn und Münster Alte Sprachen und Geschichte (1. Staatsexamen 1934). 1929 wurde er Mitglied der katholischen Studentenverbindung KDStV Borusso-Westfalia Bonn im CV, der er dauerhaft verbunden blieb. Nach Wehrdienst (1935) wurde er Studienreferendar in Koblenz und Essen (2. Staatsexamen 1937). Am 27. November 1937 beantragte er die Aufnahme in die NSDAP und wurde rückwirkend zum 1. Mai desselben Jahres aufgenommen (Mitgliedsnummer 5.829.934). Bis zur Einberufung zum Kriegsdienst 1939 war er Studienassessor in Duisburg-Meiderich und Remscheid. Von 1945 bis 1950 unterrichtete er als Studienrat in Remscheid und danach am Landfermann-Gymnasium in Duisburg. 1950 wurde er zum Direktor des Kreisgymnasiums Heinsberg ernannt, im Folgejahr wechselte er ans Apostelgymnasium.
Er ist Vater des Politologen Claus Leggewie.

## Verbandstätigkeit und Ehrungen
Von 1954 bis 1958 war er Vorsitzender des Altphilologenverbands Nordrhein-Westfalen und von 1971 bis 1977 Vorsitzender des Deutschen Altphilologenverbandes. Er gab zahlreiche Übersetzungen und Schulbücher für den Latein- und Griechischunterricht heraus (darunter auch das Schulbuch „Ars Graeca“, das heute noch an Schulen verwendet wird). 1982 verlieh ihm die Universität Düsseldorf die Ehrendoktorwürde.